# Séris
Séris és un municipi francès, situat al departament del Loir i Cher i a la regió de Centre – Vall del Loira. L'any 2007 tenia 365 habitants.

## Demografia

### Població
El 2007 la població de fet de Séris era de 365 persones. Hi havia 134 famílies, de les quals 24 eren unipersonals (12 homes vivint sols i 12 dones vivint soles), 43 parelles sense fills, 59 parelles amb fills i 8 famílies monoparentals amb fills.
La població ha evolucionat segons el següent gràfic:
Habitants censats

### Habitatges
El 2007 hi havia 171 habitatges, 137 eren l'habitatge principal de la família, 25 eren segones residències i 10 estaven desocupats. 167 eren cases i 1 era un apartament. Dels 137 habitatges principals, 120 estaven ocupats pels seus propietaris, 15 estaven llogats i ocupats pels llogaters i 2 estaven cedits a títol gratuït; 1 tenia una cambra, 2 en tenien dues, 11 en tenien tres, 40 en tenien quatre i 83 en tenien cinc o més. 111 habitatges disposaven pel capbaix d'una plaça de pàrquing. A 48 habitatges hi havia un automòbil i a 79 n'hi havia dos o més.

### Piràmide de població
La piràmide de població per edats i sexe el 2009 era:
| Homes | Edats   | Dones |
| ----- | ------- | ----- |
| 0     | 95 o +  | 0     |
| 0     | 90 a 94 | 0     |
| 0     | 85 a 89 | 4     |
| 0     | 80 a 84 | 0     |
| 16    | 75 a 79 | 20    |
| 8     | 70 a 74 | 16    |
| 8     | 65 a 69 | 8     |
| 8     | 60 a 64 | 4     |
| 0     | 55 a 59 | 4     |
| 4     | 50 a 54 | 0     |
| 12    | 45 a 49 | 12    |
| 20    | 40 a 44 | 20    |
| 16    | 35 a 39 | 8     |
| 8     | 30 a 34 | 8     |
| 4     | 25 a 29 | 0     |
| 12    | 20 a 24 | 0     |
| 16    | 15 a 19 | 12    |
| 12    | 10 a 14 | 8     |
| 12    | 5 a 9   | 0     |
| 0     | 0 a 4   | 4     |

## Economia
El 2007 la població en edat de treballar era de 221 persones, 172 eren actives i 49 eren inactives. De les 172 persones actives 158 estaven ocupades (89 homes i 69 dones) i 14 estaven aturades (5 homes i 9 dones). De les 49 persones inactives 20 estaven jubilades, 18 estaven estudiant i 11 estaven classificades com a «altres inactius».

### Ingressos
El 2009 a Séris hi havia 140 unitats fiscals que integraven 386 persones, la mediana anual d'ingressos fiscals per persona era de 18.820 €.

### Activitats econòmiques
Dels 8 establiments que hi havia el 2007, 1 era d'una empresa de fabricació d'altres productes industrials, 2 d'empreses de construcció, 2 d'empreses de comerç i reparació d'automòbils, 2 d'empreses de transport i 1 d'una empresa d'hostatgeria i restauració.
Dels 2 establiments de servei als particulars que hi havia el 2009, 1 era un taller de reparació d'automòbils i de material agrícola i 1 electricista.
L'any 2000 a Séris hi havia 15 explotacions agrícoles.

## Poblacions més properes
El següent diagrama mostra les poblacions més properes.